# カイル・セコー
カイル・セコー（Kyle Secor、1957年5月31日 - ）は、アメリカ合衆国の俳優。ワシントン州タコマ出身。

## 出演作品
- キャッスル 〜ミステリー作家は事件がお好き シーズン5
- クリミナル・マインド6 FBI行動分析課
- プライベート・プラクティス4
- クローザー 第6シーズン
- HAWAII FIVE-0 シーズン1
- ホワイトカラー シーズン1
- DARK BLUE／潜入捜査 シーズン1
- ゴースト ～天国からのささやき シーズン4
- ボストン・リーガル シーズン5
- ヴェロニカ・マーズ シーズン3（ジェイク・ケイン）
- マダム・プレジデント 星条旗をまとった女神（ロッド・キャロウェイ）
- ヴェロニカ・マーズ シーズン1（ジェイク・ケイン）
- CSI：4　科学捜査班
- WITHOUT A TRACE／FBI 失踪者を追え! シーズン1
- 女検死医ジョーダン シーズン1
- ホミサイド／ザ・ムービー（ティム・ベイリス）
- バロウズの妻
- ホミサイド/殺人捜査課（ティム・ベイリス刑事）
- ロー&オーダー シーズン6（ティム・ベイリス）
- ミッドナイト・ラン2 好かれる逃亡者
- ドロップ・ゾーン
- NYPD BLUE　～ニューヨーク市警15分署 シーズン1
- 忘れられない人
- FBI／復讐の挽歌
- 25時のささやき
- レイト・フォー・ディナー
- 愛がこわれるとき
- 思い出のハートブレイク・ホテル
- シュートダウン